# Nurse - L'infermiera
Nurse - L'infermiera (Nurse 3D) è un film del 2013 diretto da Doug Aarniokoski.
Thriller erotico sceneggiato dal regista con David Loughery.

## Trama
Di giorno, Abby Russell è un'infermiera che svolge il suo lavoro in maniera inappuntabile, non esitando a occuparsi amorevolmente dei pazienti che accudisce. Di notte, invece, si trasforma in un'assassina folle e spietata che usa la sua sensualità per accalappiare le vittime, uomini infedeli che tradiscono le donne che frequentano, e ucciderli in maniera efferata (uno lo impala in una recinzione e ad un altro inietta letalmente una siringa di ACE-inibitori).
Basandosi sul suo aspetto di normale ragazza di 30 anni, nessuno sembra sospettare di lei. In più nessuno sa che questa si è infatuata della sua collega Danni: infatti al lavoro, spesso Abby sogna di farla pagare, oltre che al Dottor Morris (il quale si diverte a maltrattare le nuove e inesperte infermiere), a Larry, attuale patrigno di Danni, che la protagonista sa essere un adultero.
Così quella sera, vestita apposta con abiti provocanti, Abby incontra Larry, che presto tenta un approccio per nulla rispettoso con lei, la quale perciò lo lega e gli inietta del vecuronio, sostanza che lo paralizza e lo manda a schiantarsi contro un camion: l'uomo muore. Tornata a casa senza esser stata scoperta da nessuno, trova Danni, sconvolta e in lacrime per l'improvvisa morte del patrigno: Abby le propone di rimanere a casa sua, ma la collega le comunica di voler andare a vivere perciò da Steve; questo fa infuriare la protagonista, che arriva a spaventare la ragazza, la quale fugge via.
Presto Danni si accorge del collegamento tra Abby e la morte improvvisa di tanti giovani uomini, e presto scopre la sua natura omicida, dovendo di conseguenza combattere in ogni modo per smascherarla.

## Produzione

### Cast
Nel luglio del 2011 Paz de la Huerta è stata scelta per interpretare la protagonista nonché "cattiva" del film; così come Corbin Bleu si è unito ad agosto.
Anche Dita von Teese sarebbe dovuta apparire in un cameo nella scena del night club, per poi alla fine abbandonare l'idea.

### Riprese
Le riprese, iniziate il 6 settembre e concluse il 21 ottobre 2011, si sono svolte a Toronto, dove la protagonista Paz de la Huerta si è ferita veramente a causa di un'ambulanza di scena rimasta senza retromarcia, e venendo perciò risarcita di oltre 70.000 dollari.

## Distribuzione
Il film è uscito nelle sale cinematografiche statunitensi in distribuzione limitata il 7 febbraio 2014, mentre in Italia direttamente in versione DVD dal 9 aprile dell'anno successivo.

## Accoglienza

### Incassi
Guadagnando in Italia 68.307 euro, il film ha raggiunto un bassissimo incasso mondiale di soli 80.231 dollari esatti.

### Critica
Sul sito web Rotten Tomatoes il film riceve il 64% delle recensioni professionali positive, con un voto medio di 6/10, basato su 25 recensioni.
Invece su Metacritic il film ottiene un punteggio medio di 29 su 100, basato su 7 critiche, indicando "recensioni generalmente sfavorevoli".
Il critico cinematografico Roger Ebert ha accolto malamente il film, con un voto di 2 stelle e mezzo su 5, definendolo "spazzatura ridicola e orribile dall'inizio alla fine, e chiunque cerchi di sostenere il contrario è pazzo quanto la protagonista Abby! Se non altro ella riesce a raggiungere i suoi obiettivi." Anche The Village Voice ha stroncato il film.

## Controversie
Oltre all'incidente già citato dell'ambulanza sul set, nel 2015, Paz de la Huerta ha denunciato la produzione della Lionsgate di averle danneggiato la carriera violando i diritti del film ed effettuando una sovraincisione della sua voce: ella ha perciò chiesto ben 55 milioni di dollari in cambio; tuttavia la causa non è più andata avanti.